# Comté de Knox (Ohio)
Pour les articles homonymes, voir Comté de Knox.
Le comté de Knox est situé dans l’État de Ohio, aux États-Unis. Son nom vient de Henry Knox, officier pendant la Guerre d'indépendance des États-Unis. Il comptait en 2010 60.921 habitants d'après le recensement. Son siège est Mount Vernon.